# Erling Kaas
Erling Kaas (* 19. August 1915 in Oslo; † 17. Juni 1996 in Kopenhagen) war ein norwegischer Stabhochspringer.
Bei den Europameisterschaften 1946 in Oslo und bei den Olympischen Spielen 1948 in London kam er jeweils auf den vierten Platz. 1950 wurde er bei den Europameisterschaften 1950 in Brüssel Fünfter, und 1952 belegte er bei den Olympischen Spielen in Helsinki den 16. Rang.
Achtmal wurde er Norwegischer Meister (1939, 1946–1952). Seine persönliche Bestleistung von 4,31 m stellte er am 4. Juli 1948 in Oslo auf.